# CD Walter Ferretti
Club Deportivo Walter Ferretti  – nikaraguański klub piłkarski z siedzibą w mieście Managua. Drużyna swoje mecze rozgrywa na stadionie Estadio Olímpico del IND Managua.

## Sukcesy
- Primera División de Nicaragua: 4 razy

1998, 2001, 2009 Apertura, 2010 Apertura